# Braniștea (Nicorești), Galați
Braniștea este un sat în comuna Nicorești din județul Galați, Moldova, România.
 Acest articol despre o localitate din județul Galați este deocamdată un ciot. Puteți ajuta Wikipedia prin completarea lui.